# Šentilj község
Šentilj község (szlovén nyelven Občina Šentilj) Szlovénia 212 alapfokú közigazgatási egységének, azaz községének egyike a Podravska statisztikai régióban, az osztrák határ mentén. Adminisztratív központja Šentilj v Slovenskih Goricah város. A községet 1994-ben hozták létre.

## A községhez tartozó települések
A községhez Šentilj v Slovenskih Goricah székhelyen kívül a következő települések tartoznak:
- Ceršak
- Cirknica
- Jurjevski Dol
- Kaniža
- Kozjak pri Ceršaku
- Kresnica
- Plodršnica
- Selnica ob Muri
- Sladki Vrh
- Šomat
- Spodnja Velka
- Srebotje
- Stara Gora pri Šentilju
- Štrihovec
- Svečane
- Trate
- Vranji Vrh
- Zgornja Velka
- Zgornje Dobrenje
- Zgornje Gradišče
- Zgornji Dražen Vrh

## Népesség
| Lakosok száma | 8410 | 8423 | 8376 | 8429 | 8477 | 8344 | 8417 | 8366 | 8391 | 8324 |
|               | 2008 | 2009 | 2011 | 2012 | 2013 | 2015 | 2016 | 2017 | 2019 | 2020 |